# Gesù Adolescente a Via Prenestina
Gesù Adolescente a Via Prenestina, conhecida também como Gesù Adolescente dell'Istituto Borgo Ragazzi, é uma capela localizada na Via Prenestina, 468, no quartiere Prenestino-Centocelle de Roma. É dedicada a Jesus Cristo enquanto um adolescente.

## História
Esta igreja paroquial era também a capela do Istituto Borgo Ragazzi Don Bosco, uma escola para meninos fundada no local em 1948 e dirigida pelos salesianos. A paróquia foi criada em 1974 e suprimida em 2004.
Na ocasião, a igreja reverteu ao seu status de capela e passou a ser servida pela igreja de Sant’Ireneo a Centocelle.

## Descrição
A igreja atualmente é parte do complexo de edifícios no local e não tem uma identidade arquitetônica própria. O edifício parece com uma típica estrutura pré-fabricada de meados do século XX e tem o formato de um "T", com uma nave única e um transepto, mas sem um presbitério estruturalmente distinto. A nave, de paredes brancas, é iluminada por janelas de topo curvo separadas por pilastras vermelhas com "capitéis" trapezoidais que sustentam uma cornija cinza sobre a qual se assenta o teto de madeira.